# Mahmud af Ghazni
Yamīn ad-Dawlah Abul-Qāṣim Maḥmūd Ibn Sebüktegīn, bedre kendt som Mahmud af Ghazni (persisk: محمود غَزنوی  / Maḥmūd-e Ġaznawī) 2. oktober 971 - 30. april 1030), var den mest fremtrædende hersker over Ghaznavideriget. Han erobrede de østlige iranske jord og den nordvestlige del af det indiske subkontinent fra 997 til sin død i 1030. Mahmud vendte den tidligere provins Ghazni til den mest velhavende hovedstad af et omfattende imperium, der dækkede det meste af dagens Afghanistan, østlige Iran, Pakistan og nordvestlige Indien.

## Herkomst
Mahmud blev født i 971 e.Kr. i byen Ghazni i Khorasan (i hvad der er nu i sydøstlige Afghanistan). Hans far, Abu Mansur Sabuktigin, var en tyrkisk slave-soldat. Hans mor var datter af en persisk aristokrat fra Zabulistan.